# Johann Christian Ribbe
Johann Christian Ribbe (* 31. Januar 1755 in Leipzig, Sachsen; † 31. März 1828 ebenda) war ein deutscher Fachmann für Tierheilkunde (siehe Tierarzt und Veterinärmedizin) an der Universität Leipzig, auch als Sachbuch-Autor bekannt.

## Leben
Johann Christian Ribbe wurde in Leipzig geboren, wo sein Vater als Gutspächter lebte. Ab 1777 studierte er dort höchstwahrscheinlich Theologie, beschäftigte sich aber sehr viel mit Musik und spielte Flöte mit anderen Studenten. Im Jahr 1784 ging er nach Berlin, wo er in mehreren guten Familien Musikunterricht erteilte.
Um 1793 machte Ribbe die Bekanntschaft des Prof. Sick, wodurch sein Leben eine andere Richtung erhielt, indem er bei ihm Unterricht in der Tierheilkunde nahm. Als Prof. Naumann veterinäre Vorlesungen für Offiziere eröffnete, vertrat Ribbe die Stelle eines Famulus. Von dieser Zeit an widmete er sich seinem veterinären Studium. Bei seinem täglichen Aufenthalt in der Tierarzneischule sammelte er praktische Erfahrungen.
1803 übernahm er die Verwaltung eines Gutes unweit Berlins, das einer seiner Bekannten gekauft hatte, und bewirtschaftete es. Aber leider kam das Gut dadurch so herunter, dass es der Besitzer nachher mit bedeutendem Verlust verkaufen musste.
Als 1807 Prof. Sick vom Ministerium des Innern die Aufgabe übertragen wurde, die in Ostpreußen wütende Viehseuche zu bekämpfen, begleitete ihn Ribbe, wobei er die erlernten theoretischen Grundsätze praktisch ausübte.
Infolge dieser Erfahrung trat Ribbe 1816 in Berlin als Schriftsteller mit einem Handbuch über Viehseuchen auf, dem nach und nach mehrere ähnliche Bücher folgten.
Dasselbe fand auch im September 1810 statt, wo Prof. Sick vom Departement der allgemeinen Polizei den Auftrag erhielt, die Provinz Schlesien, und besonders Breslau wegen Tilgung der dort ausgebrochenen Viehseuche zu bereisen.
Als im Oktober 1813 in der Kurmark eine neue verheerende Viehseuche ausbrach, wurde Ribbe auf Veranlassung von Prof. Sick die Tilgung der Seuche anvertraut, was er vom 16. November 1813 bis 1. Mai 1814 in 22 Ortschaften erfolgreich tat.
Ribbe erhielt für seine Behandlung der Seuchen vom Landescollegium Belobungsschreiben und wünschte sich nichts sehnlicher, als sich im preußischen Staat als Tierarzt niederlassen zu dürfen. Die Ausführung dieses Planes missglückte völlig, da er zum tierärztlichen Examen nicht zugelassen wurde.
Niedergeschlagen verließ Ribbe Preußen im Jahr 1813 und ging nach Dresden, in der Hoffnung, auf Grund des Erfolges seiner Schriften, an der Universität eine Anstellung zu erhalten. Zu dieser Zeit wurde die Tierarzneischule neu organisiert, und von mehreren Seiten wurden ihm Hoffnungen gemacht. Aber auch diese Aussicht schlug fehl.
Ebenso erging es ihm in Leipzig, wo er sich Vorlesungen über höhere Veterinärwissenschaften und über Tierseuchenkunde erhoffte. „Höheren Weisungen zu Folge“, gestattete ihm die Universität aber nicht, Vorlesung zu halten.
Zur Unterstützung hatte er aber einen Gönner, Prof. Rosenmüller, der auch als Sachbuch-Autor bekannt war. Ribbe wurde 1819 das bis dahin unbekannte Prädikat eines „Professor titularius“ bzw. „Professor honorarius“ für Veterinärwissenschaft und Tierseuchenkunde an der Universität Leipzig erteilt; er durfte aber nur Privatunterricht geben.
Die Vorträge, die er hielt, fanden offensichtlich keinen großen Beifall, und die Lehre der Tierheilkunde war scheinbar nicht seine Sache. Besser gelang es ihm aber, Autor zu sein; seine Einkünfte beschränkten sich also auf den geringen Ertrag seiner Veröffentlichungen.
Ribbe wurde eine gewisse anerkennende Akzeptanz gezeigt, indem er Mitglied mehrerer Organisationen wurde, wie der Ökonomischen Gesellschaft im Königreiche Sachsen, der märkisch-ökologischen Gesellschaft zu Potsdam und der Leipziger Ökonomischen Societät.
Ein weiterer Gönner von Johann C. Ribbe war Ludwig von Baczko, der deutsche Schriftsteller der Aufklärung, der ihn mit Aufsätzen beauftragte.
Nach einem vielfältigen, aber finanziell nicht sehr glücklichen Leben starb Ribbe in seiner Heimatstadt Leipzig. Er hinterließ fachlich sehr geschätzte Beobachtungen über Tierseuchen und Behandlungsmethoden.

## Werke
- Vorwort in: Ludwig von Baczko: Reise von Posen durch das Königreich Polen und einen Theil von Rußland, bis an das Meer von Assow: nebst Bemerkungen über den Ankauf und die Behandlung der Remonte. Hrsg. von Ludwig von Baczko. Kollmann, Leipzig 1821 (Mikrofiche-Ausgabe ISBN 3-487-28994-6). 2. Ausgabe, vermehrt mit einer Zuschrift an die Leser vom Professor J. C. Ribbe. Christian Ernst Kollmann, Leipzig 1824, S. IX–XVI, urn:nbn:de:hbz:061:1-66348 (Scan der UB Düsseldorf; uni-duesseldorf.de).
- Das Schaf und die Wolle, deren Geschichte, Erzeugung, Wartung, Veredlung und Beurtheilung mit Bezug auf die großen Vortheile, welche die Wolle, besonders aber der Handel mit derselben, nicht nur den städtischen Gewerben, sondern auch der landwirthschaftlichen Betriebsamkeit in Deutschland gewährt. Dargestellt von J. C. Ribbe. Calve, Prag 1825 (Scan in der Google-Buchsuche).
- Möglichst kurz gefaßter, jedoch gründlicher Unterricht über die Erkenntniß und richtige Beurtheilung der innerlichen und äußerlichen Krankheiten des Rindviehes, deren Entstehung, Verhütung und Heilung derselben durch die einfachsten Mittel oder: Anleitung, wie die genannten Krankheiten auf den geradesten Wegen und durch Mittel geheilt werden können … Wienbrack, Leipzig; Tierärztliche Hochschule, Hannover 1822 (Scan bei der Stiftung Tierärztliche Hochschule Hannover; – Scan der 2., verbesserten Auflage. [s. n.], Leipzig 1823 in der Google-Buchsuche).
- Die Kenntniß von dem Pferde, in Hinsicht auf dessen Natur, Körperschönheit, Eigenschaften ec. für die Liebhaber dieses Tieres. Hahn, Altenburg 1821 (Scan bei der Stiftung Tierärztliche Hochschule Hannover).
- Die innerlichen und äußerlichen Krankheiten des Schafviehes und deren Heilung. Mit Bezug auf die Verhütung und Abwendung dieser Uebel wissenschaftlich-praktisch für gebildete Leser dargestellt. Nebst einem Anhange zum Unterricht für Schäfer. Johann Ambrosius Barth, Leipzig 1821 (Scan bei der Stiftung Tierärztliche Hochschule Hannover).[5]
- Natur- und medizinische Geschichte der Hundeswuthkrankheit bei Menschen und Thieren und deren Heilung. Nebst einer Vorrede von Dr. Joh. Chr. Rosenmüller. J. C. Hinrich, Leipzig 1820 (Scan in der Google-Buchsuche).
- Umfassender und auf die Gesetze der Natur gegründeter Unterricht zur Gesunderhaltung der Haus- und Nutzthiere mit Bezug auf deren Verschönerung und Veredelung / Für höhere und niedere Landwirthe. Barth, Leipzig 1819.
- Ueber die Aufblähungskrankheiten der wiederkäuenden Haus- und Nutzthiere und deren Heilung. Baumgärtner, Leipzig 1819 (Scan bei der Stiftung Tierärztliche Hochschule Hannover).
- Anleitung zur Kenntniß und Behandlung aller in Europa bekannten Seuchen und ansteckenden Krankheiten von Haus- und Nutzthiere. Vorlesungen bearb. von J. C. Ribbe. G. C. Nauck, Berlin/Leipzig 1816 (Scan bei der Stiftung Tierärztliche Hochschule Hannover).
- Anleitung zur richtigen Erkenntnis der Rinderpest, so wie zur Tilgung dieser Seuche. Leipzig 1813. – Gedruckt bei Andreas Füchsel, Zerbst 1814 (Scan bei der Stiftung Tierärztliche Hochschule Hannover).

als Herausgeber:
- Ueber die Anthraxkrankheiten der Hausthiere. Eine praktische Darstellung dieser unter so vielfachen Gestalten erscheinenden Uebel und deren Heilung. Nach französischen Originalien bearbeitet und mit einer Vorrede von G. F. Sick Georg. Hrsg. von Johann Christian Ribbe. Nicolai, Berlin / Stettin 1813 (Scan bei der Stiftung Tierärztliche Hochschule Hannover).

Eine Liste der Sachbücher von Johann Christian Ribbe befindet sich u. a. in Bibliotheca veterinaria oder Verzeichniß der in älterer und neuerer Zeit bis zur Mitte des Jahres 1842 in Deutschland erschienenen Bücher über alle Theile der Thierarzneikunde. Zusammengestellt von Theodor Christian Friedrich Enslin. Zweite durchaus verbesserte und vermehrte Auflage. Verlag Wilhelm Engelmann, Leipzig 1843, S. 42 (Scan bei der Stiftung Tierärztliche Hochschule Hannover).